# Quitte Paris
Albums de La Bamboche
La Bamboche 2
(1976) Quintessence
(1978)
Quitte Paris est le troisième album studio du groupe folk français La Bamboche, sorti en 1977 en disque vinyle et en cassette audio.

## Historique
Source
Moins traditionnel que les précédents, plus varié, l'album Quitte Paris traduit le début d'un changement d'orientation. Il faudra toutefois attendre l'album suivant pour observer une franche évolution dans l'orientation du groupe (évolution qui n'ira pas sans choquer une partie de son public). 
La chanson titre nous compte ici les péripéties d'un jeune homme quittant sa province natale pour gagner la capitale. 
René Joly, l'accordéoniste qui double sur scène la star auvergnate Jean Ségurel (trop piètre musicien !) vient jouer dans l'album sur deux titres : "Quitte Paris" et "La Chanson de Craone", ce dernier titre devenant un véritable succès radio ! 
Toujours nombreuses, les danses traditionnelles du centre de la France sont ici traitées sur un mode plus original que dans les albums précédents. La cabrette et à la cornemuse sont toujours reines.

## Liste des titres
Sources,,,
Comme l'indique la pochette en couverture, chansons et instrumentaux confondus, l'album compte au total 18 nouveaux titres (précisément 9 par face) regroupés en 12 plages.  
| Face A : | Face A :                                                                                        | Face A : | Face A : | Face A : | Face A : | Face A : | Face A : | Face A : | Face A : |
| No       | Titre                                                                                           | Notes | Durée    |          |          |          |          |          |          |
| -------- | ----------------------------------------------------------------------------------------------- | --- | -------- | -------- | -------- | -------- | -------- | -------- | -------- |
| 1.       | Quitte Paris (paroles : Lucien Dommel, Valfy ; musique : Romain Desmoulins)                     | Chanson. Valse des années 1920 apprise de Jean Surnom | 4:43     |          |          |          |          |          |          |
| 2.       | Les enfants du pauvre homme (1:17) / Bourrée de Maurianges (1:16) (Traditionnel)                | Instrumentaux. a. Bourrée du Gévaudan recueillie par Joseph Canteloube // b. Bourrée apprise de Jean Ségurel                                                   | 2:30     |          |          |          |          |          |          |
| 3.       | Le sergent (Traditionnel)                                                                       | Chanson du Berry tirée d'un livre de Julien Tiersot, "La Chanson populaire et les écrivains romantiques" (1931)                                                | 1:19     |          |          |          |          |          |          |
| 4.       | Mélodie Csàngò (2:16) / Judentanz (1:24) (a. Traditionnel // b. Hans Neusidler)                 | Instrumentaux. a. Air traditionnel hongrois du peuple Csàngò // b. [Danse] éditée en 1544 par le compositeur allemand H. Neusidler                             | 3:40     |          |          |          |          |          |          |
| 5.       | J'ai fait une maîtresse (paroles : Traditionnel, adapt. La Bamboche ; musique : Jacques Mayoud) | Chanson. Le thème des métamorphoses est répandu dans toute l'Europe sous une multitude de versions dont voici un mélange                                       | 3:30     |          |          |          |          |          |          |
| 6.       | Gigue de Marmetoux (1:44) / Polka du Bas-Berry (1:50) (Traditionnel)                            | Instrumentaux. a. Jean Blanchard a appris cette gigue de Monsieur Tuel, accordéoniste des Combrailles // b. Polka berrichonne du répertoire du début du siècle | 3:30     |          |          |          |          |          |          |
| 20:51    |                                                                                                 | |          |          |          |          |          |          |          |

| Face B : | Face B : | Face B : | Face B : | Face B : | Face B : | Face B : | Face B : | Face B : | Face B : |
| No       | Titre | Notes | Durée    |          |          |          |          |          |          |
| -------- | --- | --- | -------- | -------- | -------- | -------- | -------- | -------- | -------- |
| 7.       | Le Roc de Carlat (Traditionnel)                                                                                                   | Instrumental. Bernard Blanc a appris cette bourrée du cabrettaïre rouergat André Vermerie | 2:30     |          |          |          |          |          |          |
| 8.       | La chanson de Craonne (Traditionnel)                                                                                              | Chanson datant de l'époque des mutineries de 1917. L'air est une vieille valse musette "Adieu m'amour", les paroles anonymes ont été recueillies dans les tranchées par Paul Vaillant-Couturier | 3:35     |          |          |          |          |          |          |
| 9.       | Bal d'Abzac (1:36) / Trois garçons de Bretagne (0:54) (Traditionnel)                                                              | Instrumentaux. a. Danse limousine // b. Réveillez de la région de Hautefage (Corrèze) | 2:30     |          |          |          |          |          |          |
| 10.      | La complainte du bambocheur (Paroles : Traditionnel / Jean Blanchard ; musique : Traditionnel)                                    | Chanson du Berry tirée du recueil de "Chansons populaires dans le Bas-Berry" par (Emile) Barbillat-(Laurian) Touraine ; Jean Blanchard a écrit les paroles du dernier couplet                   | 4:17     |          |          |          |          |          |          |
| 11.      | Amis buvons (2:27) / Le branle de Montirandé (1:33) (Traditionnel)                                                                | Chanson berrichonne trouvée dans le livre de Barbillat-Touraine // Instrumental provenant du traité d'Orchésographie de Toinin Arbeau                                                           | 4:00     |          |          |          |          |          |          |
| 12.      | La Sentine a tourna (2:03) / L'Ancienne (1:28) (a. Paroles : Traditionnel ; musique : Bernard Blanc // b. musique : Traditionnel) | Chanson : Bernard Blanc a fait la musique sur des paroles en parler de Jenzat // Instrumental : Bernard Blanc tient cette valse du cabrettaïre aveyronnais Joseph Ruols                         | 3:31     |          |          |          |          |          |          |
| 20:30    | | |          |          |          |          |          |          |          |

- Tous titres traditionnels, adaptations et arrangements La Bamboche sauf indiqués.
- Lucien Dommel (de son vrai nom Lucian Kleinpeter) est un parolier français (1882–1964).
- Valfy (de son vrai nom Valentine Kleinpeter, née Philippo) (1881–1939) est une parolière française, épouse du parolier Lucien Dommel.
- En Auvergne, les "Réveillez" sont des chants de quête de la période de Pâques.
- "La complainte du bambocheur" est le seul titre enregistré par le groupe qui fasse (indirectement) référence à son nom.

## Personnel
Sources,,,,,

### La Bamboche
- Jean Blanchard : concertina, mandoline, mélodéon [accordéon diatonique], percussion, chant, épinette des Vosges)
- Jacky Bardot : bouzouki, guitare, mandoline, percussion, chant)
- Bernard Blanc : cabrette, cornemuse musette Béchonnet, flûte, guitare, vielle à roue, chant)
- Jacques Mayoud : mandole, mandoline, percussion, violon, chant)

### Musiciens invités
- René Joly : accordéon sur "Quitte Paris" et "La chanson de Craonne"
- Hughes de Courson : chœurs sur "Quitte Paris"
- Michel Etchegaray : chœurs sur "Quitte Paris"

## Crédits
Source
- Enregistré aux Studios Normandie
- Ingénieur du son : Bruno Menny
- Réalisation : Hughes de Courson
- Photo intérieure : Jean-Pierre Huguet
- Dessins : Laurent Leserre
- Éditions musicales : Hexagone / Ballon noir
- Couverture inspirée du dessin "Les Pieds Nickelés s'en vont en guerre" de Louis Forton.